# Monashee Park
Monashee Park är en park i Kanada.   Den ligger i provinsen British Columbia, i den södra delen av landet, 3 200 km väster om huvudstaden Ottawa. Monashee Park ligger 2 164 meter över havet.
Terrängen runt Monashee Park är bergig västerut, men österut är den kuperad. Monashee Park ligger uppe på en höjd. Trakten runt Monashee Park är nära nog obefolkad, med mindre än två invånare per kvadratkilometer.. Det finns inga samhällen i närheten.
I omgivningarna runt Monashee Park växer i huvudsak barrskog.